# Enamorament

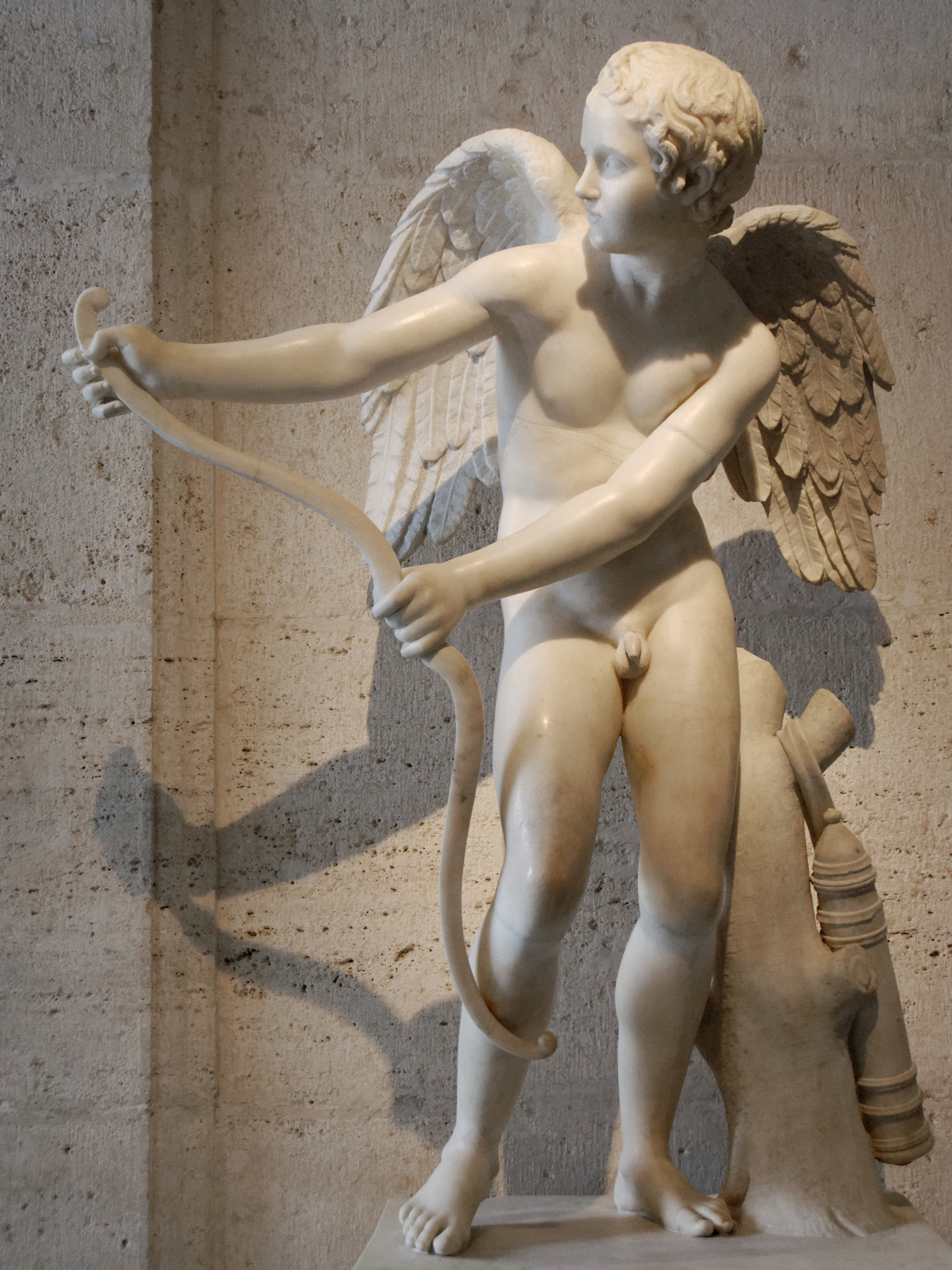
Eros i el seu arc als Museus Capitolins de Roma

L’enamorament és l'acció d'enamorar-se, això és, un estat emocional molt intens de desig, d’atracció, de fascinació i d’un cert encantament sexual i amorós cap a una altra persona. La possibilitat d'enamorar-nos està inscrita a la nostra ment. És una capacitat amb la qual naixem.

## Llegendes i teories sobre l'enamorament a Occident
El fenomen és conegut des de la nit dels temps. Poetes i filòsofs, i més tard biòlegs, psicòlègs i sociòlegs han descrit, estudiat i assajat explicar-lo. Una teoria conclusiva encara no existeix.
Els primers esments escrits que ens han pervingut al món occidental són llegendes que provenen de la Grècia antiga. La mitologia n'és plena de déus i humans que s'enamoren. A l'antiga Grècia i per als romans, el casament era més aviat una associació econòmica i procreativa i era sovint separada de l'amor.
La vida amorosa dels déus i humans en la mitologia escandinava no és menys diversa i apassionada, però els escrits són més fragmentaris i recents, devers el segle x. Era una cultura oral. En la lluita contra les creences «paganes», els missioners de la segona meitat del primer mil·lenni més aviat van lluitar per erradicar-les i no tenien cap motiu per conservar-les per escrit.
Plató i Aristòtil, entre els més coneguts, van desenvolupar les primeres teories de les quals s'han conservat escrits. Plató va desenvolupar el mite de la «mitja taronja» al seu diàleg El convit. Així mateix,i explica Aristòfanes, els humans eren totes rodones i amb quatre cames i quatre braços. N'hi havia tres menes: un doble femení, un doble mascle i un andrògin. Eren molt forts i els déus temien la competició. Zeus va decidir tallar-les en dues parts, va encarregar Apol·ló a fer una mica de cirurgia. Des d'aleshores, els éssers humans enyoren i cerquen la meitat perduda. Amb això són tan ocupats que ja no tenen temps per a desafiar els déus. Troben breument la felicitat perduda quan copulen però el moment és massa breu per ser una amenaça per als déus.
| «                                     | Love is merely a madness L'amor és una mera bogeria | » |
| — William Shakespeare, As you like it |                                                     |   |

Segons el sociòleg italià Francesco Alberoni l'enamorament seria de la mateixa naturalesa que els moviments religiosos i polítics naixents. Estudis sociològics nogensmenys són biaixats per les qüestions que es posen, i sobretot per les que no es posen pas. Del costat biològic, hi ha teories darwinistes que hi veuen l'humà a la recerca dels millors gens complementaris i forts per a procrear-se, però aquestes com a totes les teories que només consideren la relació heterosexual, obvien que humans poden enamorar-se sense ànim de reproduir-se o en relacions en les quals la reproducció és tècnicament impossible. Obvien, a més, que no hi ha cap espècie exitosa que necessiti enamorar-se per garantir la supervivència del més apte. Moltes explicacions especulatives són biaixades en posar la qüestió racionalista «Quina és la utilitat… biològica, social, psicològica de l'enamorament?» sense respondre la qüestió «Ha de tenir una utilitat o una raó, sí o no?».

## Unes dades científiques
Explicacions especulatives, siguin filosòfiques, religiosos o poètiques, sobre l'enamorament n'hi ha prou. Va trigar fins que es van fer recerques científiques amb mètode consolidat. Tot i que s'han fet algunes descobertes, encara no hi ha cap explicació científica que expliqui com i per què unes persones s'enamoren. L'antropologa i neurobiologa estaunidenca Helen Fisher ha assajat d'observar el que passa al cervell. Conclou que l'enamorament és un joc de tres factors: amor romàntic, atracció sexual i afecte, amb graus diferents segons les persones i l'etapa de la vida. Ja ha pogut observar molts fenòmens al cervell, com ara la secreció de dopamina en persones enamoradíssimes, un efecte que és similar al de cocaïna. Es comencen a conèixer els efectes, i explicacions a posteriori, però sobre les causes no se sap gaire.